# Axapusco (municipalité)
Axapusco est une municipalité de l'État de Mexico, au Mexique. Elle couvre une superficie de 260,01 km2 et compte 21 915 habitants d'après le recensement de 2005.